# 斯柯达109E
斯柯达109E（亦称作埃米尔·扎托佩克型机车）是由捷克铁路车辆制造商斯柯达公司生产的一个多电压制式电力机车类型，其最初的构想始于2004年，旨在设计一款可在奥地利、德国、匈牙利、波兰、斯洛伐克以及捷克本土运行的电力机车。斯柯达109E的最高速度达200公里/小时，并且可与交流电及直流电的接触网相兼容，具备当今多电压制机车的基本特点。

## 捷克铁路380型
斯柯达109E的首个买主是捷克铁路，后者在2005年订购了20台该款机车，将其定型为捷克铁路380型电力机车，并在2009年取得了上述所有国家的适航许可证。全部机车由斯柯达公司在2010至2011年间共交付，它们自2010年12月起供捷克铁路在长途运输中使用。最初主要运用于往返柏林、布拉格和维也纳之间的线路班次。事实上，首台在2010年交付的机车由于缺乏任何国家的适航证（仅有捷克境内的运转试验认证）而遭到捷克铁路的拒绝接收。至2013年4月，该台机车获得了欧洲铁路局互操作性技术指标认证，同时制造商期望它将很快获得国家运营的认证（尤其是捷克、奥地利及波兰）。

## 斯洛伐克铁路381型
斯柯达109E的首个出口订单来自于斯洛伐克铁路，后者初步已订购了2台该款机车。这些都是在斯柯达公司的比尔森工厂生产。它们获准以160公里/小时的最高速度运行，这也是当前斯洛伐克境內鐵路的最大速度，并配备了GSM-R或ETCS第1级控制系统。在经过试运行和获得斯洛伐克的适航证后，机车被定型为斯洛伐克铁路381型电力机车，运营编号使用381 001-7和381 002-5。它们自2012年5月起主要用于牵引由布拉迪斯拉发－特尔纳瓦－利奥波多夫沿线的区域列车。

## 德国铁路102型
2013年6月，斯柯达公司宣布赢得招标，获得了为德铁区域运输巴伐利亚生产6组用于担当慕尼黑-纽伦堡快车的推挽式列车订单，其中包括6台被德国铁路定型为102型的斯柯达109E机车，它们将自2016年12月起投入服务。与其姊妹车型相反，德国铁路所订购的并非多电压制式版本，而是仅适用于德国惯常的15千伏交流电。对于102型机车与每列6节同为斯柯达生产的双层车厢能否以200公里/小时的最高速度构成最快的区域运输服务，并运行于纽伦堡-因戈尔施塔特-慕尼黑高速铁路受到质疑。德铁区域运输为此将其最大限速仅设定为190公里/小时。该订单的6组列车总值为10亿欧元。